# ジョナサン・マルボー
ジョナサン・マルボー（英語: Jonathan Malveaux、1974年6月2日 - ）は、アメリカの投資家、実業家、アドバイザー。

## 概要
法律、金融、ビジネスの分野で30年以上の経験を持ち、ニューヨークと東京を拠点に幅広い分野でプロジェクトをリードしてきた。特に、スペシャルシチュエーション投資や、クロスボーダー案件、M&A戦略、資本調達において専門知識を活かし、企業のグローバル展開を支援している。実業家としては、ALTO USAやDESAVOなどの企業を共同創業し、世界的なクライアントと提携して成功を収めた。現在は、戦略アドバイザリーファームであるGrand AllianceのCEOとしても、グローバルなビジネス機会の創出に貢献している。最近では、東京都のアンバサダーおよびアドバイザーとしても日米間の経済・文化交流を推進している。日本語が堪能で日本の文化にも高い関心を持っており、近年では日本での活動が増えている。

## 略歴

### 幼少期と学業
ニューヨークのブロンクス、サウンドビュー地区で多民族の家庭に生まれ育つ。母はプエルトリコ出身で1950年代後半にブロンクスに移住。父は黒人、フランス系クレオール、白人の血を引く混血である。質素な環境の中で、粘り強さと勤勉さを学んだ。
1992年、コロンビア・グラマー＆プレパラトリー・スクールを卒業。学業・スポーツで優秀な成績を収める。
1996年、ハーバード大学を卒業し、政治学と国際政治経済学の学士号を取得。
2003年、コロンビア大学ロースクールおよびコロンビア大学ビジネススクールでJD（法学博士号）とMBA（経営学修士号）を同時に取得。同時取得は当時、学生の0.5％未満のみが達成した稀な実績。

### 法曹界でのキャリア
世界有数の弁護士ファーム、レイサム・アンド・ワトキンスのニューヨークオフィスで、アソシエイトとしてキャリアをスタート。幅広い分野で高い専門性を持ち、世界の主要な金融機関や企業の複雑な取引を扱うことで知られているこの法律事務所において、大手投資銀行やプライベートエクイティファームを代理。大規模かつ複雑な企業取引の仕組みや交渉に関する深いインサイトを得て、後の金融分野での活動の基盤を築いた。

### 金融業界でのキャリア
法曹界から金融業界へ転身し、ニューヨークの主要な大手金融機関で、世界的に難易度の高いプロジェクトを率いた。

#### リーマン・ブラザーズ
レバレッジド・ファイナンス・グループのアソシエイト:M&A、レバレッジドファイナンス案件などを担当。

#### クレディ・スイス
レバレッジド・ファイナンス＆リストラクチャリング部門のバイスプレジデント：レバレッジドファイナンス、レスキューファイナンス、ディストレストの構築、交渉、実行を担当。

#### ドイツ銀行
プリンシパルファイナンス部門のディレクター：全部門に渡り、幅広い資産クラスを対象としたオーダーメイドの取引の調達・構築に携わる。

#### 日本での経験
1993年、大島特許事務所で外国人初のサマーアソシエイトとして特許出願業務に従事。日本企業の国際特許出願をサポート。日本の知的財産法の基礎を学ぶ。
1996年にはパナソニックで知的財産センターに配属され、国際的な知的財産権の管理およびライセンス契約交渉を担当。パナソニックのグローバルな法務戦略の策定に寄与。外国人初のアソシエイトとして文化の違いを乗り越え、国際的な視点を持ち込む。

## 人物

### 実業家として
現在、戦略アドバイザリー会社Grand Allianceをはじめ、複数のイノベーティブ企業の共同創業者およびCEOを務めている。
- ALTO USA：ノングレアLED照明技術を手掛け、Apple、CHANEL、Four Seasonsなどが主なクライアント。

- DESAVO[5][6]：米国ナンバーワンのマスクブランド。NBA、NFL、MLBやGoogle、デルタ航空、ハーバード大学などが主なクライアント。

- Grand Alliance：米国、アジア、欧州を結ぶ戦略アドバイザリー会社。2024年に日本法人設立。クライアント企業の新しいグローバルマーケットの参入、国境を越えたパートナーシップの促進、グローバルなビジネス機会の創出などを支援。

- Grands Boulevards：グローバルブランドが多様なオーディエンスとつながり、エンゲージメントを促進するための魅力的なストーリーを構築することを支援するクリエイティブコンテンツおよびブランドストーリーテリングを専門とする企業。

### アンバサダーとして
2023年より、小池百合子東京都知事によりアドバイザーおよびアンバサダーに任命され、日米の経済・文化交流を推進する役割を担っている。東京、ニューヨーク、マイアミ、ロサンゼルスをシームレスに結びつけ、ビジネス、文化、経済の連携を促進する上で重要な役割を果たしている。

### 慈善活動
COVID-19パンデミック時にDESAVOを通じて大規模なマスク寄付を実施。日本では東京都や大阪市消防局へ、アメリカではヒスパニック連盟やハーレム・チルドレンズ・ゾーンなど数多くの団体に支援を行い、地域社会や医療機関に貢献。